# TuS Bramsche
Der Turn- und Sportverein Bramsche (kurz: TuS Bramsche; voller Name: TuS Bramsche von 1877 e. V.) wurde 1877 gegründet und ist der größte Sportverein in Bramsche mit etwa 3.000 Mitgliedern. Erfolgreich ist die Ruderabteilung, die mehrere Teilnehmer an internationalen Mannschaften stellte. Die Basketballabteilung war in den frühen 1990er Jahren Erstligist. Insgesamt hat der Verein 19 Abteilungen.

## Gesamtverein
Der Verein ist in 19 Abteilungen gegliedert: Basketball, Bogensport, Gesundheitssport, Handball, Judo, Kanu, Kickboxen, Leichtathletik, Orientierungslauf, Radsport, Rudern, Schach, Schwimmen, Taekwondo, Tanzsport, Tischtennis, Turnen, Volleyball und Wandern. 
Schwerpunkte des Vereines sind Sportabzeichenerwerbe, überfachliche Jugend- und Kinderarbeit sowie ausgezeichnete Aktivitäten im Gesundheitssport. Es bestehen langjährige Partnerschaften mit Sportvereinen in Harfleur (Frankreich) und Ra’anana (Israel). Der Verein besitzt eine eigene Zeitschrift, den SportSpiegel, der dreimal im Jahr herausgegeben wird. 

## Rudern
Der TuS Bramsche hat bereits einige nationale und internationale Erfolge erzielt und hat einige Sportler und Sportlerinnen im Rudersport hervorgebracht, die bei Olympischen Spielen bzw. Weltmeisterschaften starteten, darunter Regina Kleine-Kuhlmann (OS 1984), Felix Övermann (WM 2004–2009) und Nils Ipsen (WM 2003 und 2004).

## Basketball
1990 konnte der Aufstieg der Basketballabteilung die Basketball-Bundesliga gefeiert werden. In der ersten Spielzeit 1990/91 konnte die Playoff-Runde erreicht werden, während in der Saison 1991/92 der Klassenerhalt erst nach erfolgreich durchstandener Abstiegsrunde gesichert war.
1992/93 bildete der TuS Bramsche mit dem AHC Juventus Nahne aus Osnabrück eine Spielgemeinschaft unter dem Namen BG Bramsche/Osnabrück. Wieder konnte die Playoff-Runde erreicht werden. 1993 erfolgte die Ausgliederung des Profibasketballs in die neu gegründete BG Bramsche/Osnabrück e. V. Noch einmal konnte 1993/94 die Playoff-Runde erreicht werden.
Nach wirtschaftlichen Schwierigkeiten der BG Bramsche/Osnabrück wurde 1994 die Bundesligalizenz an die SG Bramsche/Osnabrück, einer Spielgemeinschaft aus TuS Bramsche und dem neu gegründeten Bramscher Basketball Club, übertragen. In der Saison 1994/95 schaffte die SG Bramsche/Osnabrück zwar den Klassenerhalt nach erfolgreicher Relegation, aufgrund erneuter wirtschaftlicher Schwierigkeiten entschlossen sich die Verantwortlichen jedoch, die Bundesligalizenz an die SG FT/MTV Braunschweig zu veräußern. 
Zurzeit spielt die erste Herrenmannschaft des TuS Bramsche in der Regionalliga Nord.